# Hernán Mattiuzzo
Hernán Mattiuzzo es un futbolista argentino que juega en la demarcación de defensa. Actualmente es jugador libre, su último equipo fue el Club Atlético Platense de la Primera B Metropolitana.

## Trayectoria
Mattiuzzo debutó profesionalmente en el club San Lorenzo de Almagro en el año 2002 en un clásico frente a River Plate. En San Lorenzo estuvo hasta el año 2005, en donde jugó 8 partidos y no llegó a marcar ningún gol.
Ese mismo año fue cedido y luego comprado por Nueva Chicago. Jugó hasta el 2009, disputando un total de 84 partidos y marcando 2 goles. En su estadía en el club Nueva Chicago, supo jugar en las tres máximas divisiones del fútbol argentino. En la temporada 2005/06, que fue cuando llegó, disputó 20 encuentros y logró el ascenso a la Primera División del Fútbol Argentino. En la temporada 2006/07, temporada en la que Chicago estuvo en primera, jugó un total de 16 partidos y marcó un gol. A la siguiente temporada, Nueva Chicago, en su retorno a la B Nacional, Mattiuzzo, Jugó 29 partidos y marcó un gol. En esta temporada a Chicago no le fue nada bien, y consiguió un nuevo descenso, esta vez a la Primera B Metropolitana. Esta temporada sería la última de Mattiuzzo en Nueva Chicago, disputando un total de 19 partidos. 
Para la temporada 2009/10, fue fichado por Almagro, en donde jugó 28 partidos y no logró concretar ningún gol. A la temporada siguiente, fue cedido a Huracán de Comodoro Rivadavia del Argentino B. Disputó 17 partidos y marcó 2 goles. 
En 2012, llegó a San Martín de Tucumán del Argentino A, en donde jugó 15 partidos y concretó un solo gol. Ese mismo año, el Club Atlético Platense, le daba la oportunidad de volver a un club más importante, en donde pudiera desplegar mejor sus habilidades. En Platense disputó hasta el momento un total de 35 partidos sin goles.
Actualmente se encuentra sin equipo, tras rescindir con el Club Atlético Platense.

## Selección Argentina
Mattiuzzo jugó para la Selección Argentina Sub-17 en el mundial de fútbol sub-17 realizado en Trinidad y Tobago en el 2001.

## Clubes
| Club                   | País      | Año         |
| ---------------------- | --------- | ----------- |
| San Lorenzo de Almagro | Argentina | 2002 - 2005 |
| Nueva Chicago          | Argentina | 2005 - 2009 |
| Almagro                | Argentina | 2009 - 2010 |
| Huracán (CR)           | Argentina | 2010 - 2011 |
| San Martín (T)         | Argentina | 2012        |
| Platense               | Argentina | 2012 - 2016 |